# Antisocial (Ed Sheeran e Travis Scott)
Antisocial è un singolo del cantautore britannico Ed Sheeran e del rapper statunitense Travis Scott, pubblicato il 12 luglio 2019 come settimo estratto dal sesto album in studio di Sheeran No. 6 Collaborations Project.
Il 23 dicembre 2019 il brano è stato ripubblicato in una versione remixata dal rapper italiano Ghali.

## Video musicale
Il video musicale, diretto da Dave Meyers, è di natura sarcastica e mostra Sheeran e Scott in varie ambientazioni sia realistiche sia create attraverso la computer grafica, interpretando personaggi quali Carrot Top o Edward mani di forbice.

## Tracce
Testi e musiche di Ed Sheeran, Fred Gibson, Jacques Webster e Joseph Saddler.
Download digitale
1. Antisocial (w/ Travis Scott) – 2:41

Download digitale – Ghali Remix
1. Antisocial (w/ Travis Scott) (Ghali Remix) – 3:46

Download digitale – MK Remix
1. Antisocial (w/ Travis Scott) (MK Remix) – 2:59

Download digitale – Steel Banglez & Zeph Ellis Remix
1. Antisocial (w/ Travis Scott) (Steel Banglez & Zeph Ellis Remix) – 3:08

## Formazione
Musicisti
- Ed Sheeran – voce
- Travis Scott – voce aggiuntiva
- FRED – batteria, tastiera, chitarra, basso, programmazione, cori

Produzione
- FRED – produzione, ingegneria del suono
- Alex Gibson – produzione aggiuntiva
- Jaycen Joshua – missaggio
- Jacob Richards – assistenza tecnica
- Mike Seaberg – assistenza tecnica
- DJ Riggins – assistenza tecnica
- Travis Scott – ingegneria del suono
- Tre Nagella – ingegneria voce di Travis Scott
- Stuart Hawkes – mastering

## Classifiche
| Classifica (2019) | Posizione massima |
| ----------------- | ----------------- |
| Australia         | 11                |
| Austria           | 15                |
| Belgio (Fiandre)  | 55                |
| Belgio (Vallonia) | 73                |
| Canada            | 17                |
| Danimarca         | 8                 |
| Estonia           | 9                 |
| Finlandia         | 12                |
| Francia           | 102               |
| Germania          | 23                |
| Grecia            | 8                 |
| Islanda           | 17                |
| Italia            | 53                |
| Lettonia          | 4                 |
| Lituania          | 8                 |
| Malaysia          | 20                |
| Norvegia          | 16                |
| Nuova Zelanda     | 9                 |
| Paesi Bassi       | 23                |
| Portogallo        | 37                |
| Repubblica Ceca   | 7                 |
| Singapore         | 11                |
| Slovacchia        | 6                 |
| Spagna            | 95                |
| Stati Uniti       | 37                |
| Svezia            | 21                |
| Svizzera          | 40                |
| Ungheria          | 7                 |